# Dermot Bradley
Dermot Bradley (Dublino, 26 gennaio 1944 – Nordwalde, 19 dicembre 2009) è stato uno storico irlandese, specializzato in storia militare.

## Biografia
Dermot Bradley era irlandese ed era il figlio maggiore di un dipendente pubblico; aveva tre fratelli minori. Ha frequentato l'Oatlands College a Stillorgan, sobborgo di Dublino. Dal 1964 al 1967 ha studiato tedesco e storia presso l'Università di Dublino e si è diplomato. Ha svolto il servizio militare nell'esercito irlandese nel battaglione della contea meridionale della F.C.A.. Bradley fu poi un ufficiale di riserva nelle forze armate irlandesi dal 1968.
Dalla giovinezza iniziò ad interessarsi alla Germania e ai suoi militari. Ha iniziato a imparare la lingua tedesca durante una vacanza in Germania. Dal 1962 iniziò ad avere contatti con i generali della Wehrmacht Walther Wenck e Walther Nehring e durante questo periodo iniziò a raccogliere documenti e oggetti del periodo della seconda guerra mondiale. Dopo aver completato gli studi, Bradley si trasferì in Germania, dove iniziò a insegnare storia, inglese e politica nel 1967 all'Overberg College di Münster. Ha proseguito gli studi presso l'Università di Münster, dove ha conseguito il dottorato nel 1976 nel campo delle scienze militari con una tesi su Heinz Guderian. Il suo supervisore del dottorato era Werner Hahlweg. La prefazione alla dissertazione fu scritta da Nehring, il quale ha osservato che Bradley era "probabilmente diventato il miglior esperto sui generali che erano ancora in vita negli anni '60 o più tardi". Alla fine si è occupato come autore ed editor di argomenti di storia militare. Bradley, che tornava regolarmente nella sua nativa Irlanda, teneva conferenze presso la Military History Society of Ireland. Dal 1998 è stato membro del Consiglio della Società di storia militare d'Irlanda. In qualità di funzionario della Gesellschaft für Sicherheitspolitik, è stato capo sezione a Münster dal 1976 al 2000 e dal 1991 al 2000 contemporaneamente presidente regionale della Renania settentrionale-Vestfalia.
Negli anni '90 iniziò a soffrire di malattia di Parkinson. Morì il 19 dicembre 2009 dopo una lunga malattia e fu sepolto nel cimitero centrale di Münster.

## Attività editoriale
Bradley ha scritto numerosi libri sulla storia militare tedesca, come l'opera in più parti Die Generale des Heeres 1921-1945.
Insieme a Richard Schulze-Kossens, già aiutante temporaneo di Adolf Hitler e Joachim von Ribbentrop, Bradley è stato redattore nel 1984 del Tätigkeitsbericht des Chefs des Heerespersonalamtes General der Infanterie Rudolf Schmundt. 1.10.1942–29.10.1944, anch'esso pubblicato da Biblio-Verlag Osnabrück. È stato co-editore di Mars – Jahrbuch für Wehrpolitik und Militärwesen, che è stato pubblicato da Biblio Verlag.
Con il generale di brigata a. D. Hansgeorg Model ha curato un'opera sulla vita di suo padre Walter Model.
Bradley ha anche pubblicato nell'annuario Deutschen Soldatenjahrbuch, ad esempio nel 1996, 1997, 1998, 1999 e 2000/1.
Oltre alla storia militare tedesca, Bradley ha anche pubblicato opere riguardanti il terrorismo e la guerriglia nel conflitto dell'Irlanda del Nord.